# Trajánusz
A Trajánusz latin eredetű férfinév, amely Traianus római császár   nevéből származik.

## Gyakorisága
Az 1990-es években szórványos név, a 2000-es években nem szerepel a 100 leggyakoribb férfinév között.

## Névnapok
- augusztus 11.[2]
- november 30.[2]

## Híres Trajánuszok
- Traianus római császár
- Traian Băsescu román politikus, 2004-2014 között államelnök